# Camaragibe
Camaragibe, amtlich portugiesisch Município de Camaragibe, ist eine Gemeinde im brasilianischen Bundesstaat Pernambuco und gehört zur Metropolregion Recife. Sie hatte 2021 geschätzt 159.945 Einwohner, die auf einer Fläche von rund 51,3 km² leben und Camaragibenser genannt werden.

## Geographie
Umliegende Orte:
| Nordwesten: Paudalho, São Lourenço da Mata, Abreu e Lima | Norden: Paulista, Abreu e Lima      | Nordosten: Recife, Paulista |
| Westen: São Lourenço da Mata, Paudalho                   |                                     | Osten: Recife               |
| Südwesten: São Lourenço da Mata                          | Süden: São Lourenço da Mata, Recife | Südosten: Recife            |

Das Biom ist Mata Atlantica. Camaragibe liegt auf dem Planalto da Borborema (Hochebene Borborema). Die Gemeinde hat tropisches Klima, As nach der Klimaklassifikation nach Köppen und Geiger.

## Persönlichkeiten
- Érica de Sena (* 1985), Geherin